# Coppa del Mondo di sci alpino 1973
La Coppa del Mondo di sci alpino 1973 fu la settima edizione della manifestazione organizzata dalla Federazione internazionale sci; ebbe inizio il 7 dicembre 1972 a Val-d'Isère, in Francia, e si concluse il 24 marzo 1973 a Heavenly Valley, negli Stati Uniti.
In campo maschile furono disputate 24 gare (7 discese libere, 8 slalom giganti, 9 slalom speciali), in 15 diverse località. L'italiano Gustav Thöni si aggiudicò sia la Coppa del Mondo generale, sia quella di slalom speciale; lo svizzero Roland Collombin vinse la Coppa di discesa libera e l'austriaco Hansi Hinterseer quella di slalom gigante. Thöni era il detentore uscente della Coppa generale.
In campo femminile furono disputate 24 gare (8 discese libere, 8 slalom giganti, 8 slalom speciali), in 15 diverse località. L'austriaca Annemarie Moser-Pröll si aggiudicò sia la Coppa del Mondo generale, sia quella di discesa libera; la sua connazionale Monika Kaserer vinse quella di slalom gigante e la francese Patricia Emonet quella di slalom speciale. La Moser-Pröll era la detentrice uscente della Coppa generale.

## Uomini

### Risultati
| Data             | Località               | Nazione        | Pista               | Spec. | Primo                | Secondo                        | Terzo                |
| ---------------- | ---------------------- | -------------- | ------------------- | ----- | -------------------- | ------------------------------ | -------------------- |
| 8 dicembre 1972  | Val-d'Isère            | Francia        | Oreiller-Killy      | GS    | Piero Gros           | Erik Håker                     | Helmuth Schmalzl     |
| 10 dicembre 1972 | Val-d'Isère            | Francia        | Oreiller-Killy      | DH    | Reinhard Tritscher   | David Zwilling                 | Marcello Varallo     |
| 15 dicembre 1972 | Val Gardena            | Italia         | Saslong             | DH    | Roland Collombin     | Karl Cordin                    | David Zwilling       |
| 17 dicembre 1972 | Madonna di Campiglio   | Italia         | 3-Tre               | SL    | Piero Gros           | Gustav Thöni                   | Christian Neureuther |
| 19 dicembre 1972 | Madonna di Campiglio   | Italia         | 3-Tre               | GS    | David Zwilling       | Adolf Rösti                    | Helmuth Schmalzl     |
| 6 gennaio 1973   | Garmisch-Partenkirchen | Germania Ovest | Kandahar            | DH    | Roland Collombin     | Philippe Roux Marcello Varallo |                      |
| 7 gennaio 1973   | Garmisch-Partenkirchen | Germania Ovest | Kandahar            | DH    | Roland Collombin     | Marcello Varallo               | Bernhard Russi       |
| 13 gennaio 1973  | Grindelwald            | Svizzera       | Jochberg            | DH    | Bernhard Russi       | Roland Collombin               | Reinhard Tritscher   |
| 14 gennaio 1973  | Wengen                 | Svizzera       | Männlichen/Jungfrau | SL    | Christian Neureuther | Walter Tresch                  | Claude Perrot        |
| 15 gennaio 1973  | Adelboden              | Svizzera       | Chuenisbärgli       | GS    | Gustav Thöni         | Hansi Hinterseer               | Erik Håker           |
| 19 gennaio 1973  | Megève                 | Francia        |                     | GS    | Henri Duvillard      | Hansi Hinterseer               | Gustav Thöni         |
| 21 gennaio 1973  | Megève                 | Francia        | Rochebrune          | SL    | Christian Neureuther | Gustav Thöni                   | Walter Tresch        |
| 27 gennaio 1973  | Kitzbühel              | Austria        | Streif              | DH    | Roland Collombin     | Bernhard Russi                 | Bob Cochran          |
| 28 gennaio 1973  | Kitzbühel              | Austria        | Ganslern            | SL    | Jean-Noël Augert     | Gustav Thöni                   | Andrzej Bachleda     |
| 3 febbraio 1973  | Sankt Anton am Arlberg | Austria        | Kappal              | DH    | Bernhard Russi       | Franz Klammer                  | Philippe Roux        |
| 4 febbraio 1973  | Sankt Anton am Arlberg | Austria        |                     | SL    | Gustav Thöni         | Christian Neureuther           | Henri Duvillard      |
| 11 febbraio 1973 | Sankt Moritz           | Svizzera       | Piz Nair            | DH    | Werner Grissmann     | Josef Walcher                  | Franz Klammer        |
| 2 marzo 1973     | Mont-Sainte-Anne       | Canada         | Hill 3              | GS    | Max Rieger           | Hansi Hinterseer               | Franz Klammer        |
| 4 marzo 1973     | Mont-Sainte-Anne       | Canada         |                     | SL    | Gustav Thöni         | Ilario Pegorari                | Christian Neureuther |
| 8 marzo 1973     | Anchorage              | Stati Uniti    |                     | GS    | Hansi Hinterseer     | Adolf Rösti                    | Josef Pechtl         |
| 12 marzo 1973    | Naeba                  | Giappone       |                     | GS    | Erik Håker           | Hansi Hinterseer               | Adolf Rösti          |
| 15 marzo 1973    | Naeba                  | Giappone       |                     | SL    | Jean-Noël Augert     | Christian Neureuther           | Ilario Pegorari      |
| 23 marzo 1973    | Heavenly Valley        | Stati Uniti    |                     | SL    | Jean-Noël Augert     | Bob Cochran                    | Tino Pietrogiovanna  |
| 24 marzo 1973    | Heavenly Valley        | Stati Uniti    |                     | GS    | Bob Cochran          | Erwin Stricker                 | Jean-Noël Augert     |

Legenda:

DH = discesa libera

GS = slalom gigante

SL = slalom speciale

### Classifiche

#### Generale

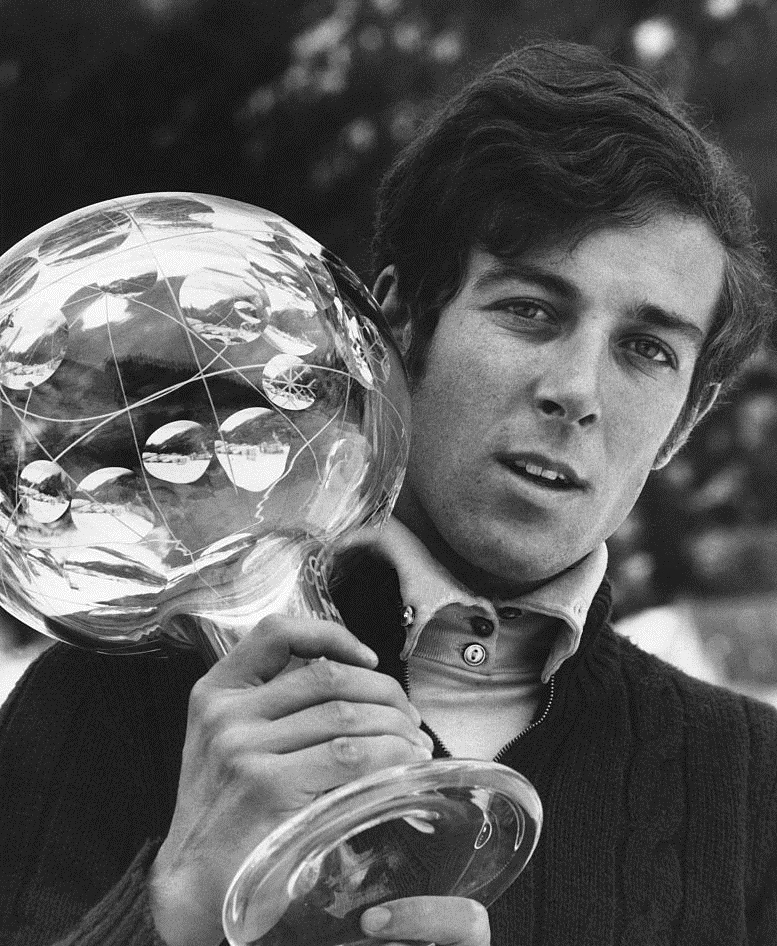
Gustav Thöni con la coppa di cristallo nel 1972

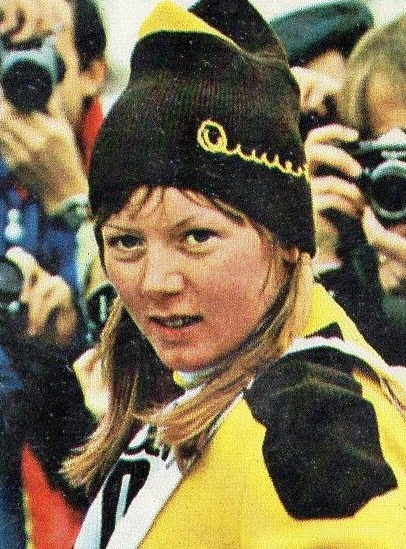
Annemarie Moser-Pröll nel 1972

| Pos. | Nome                 | Nazione        | Punti |
| ---- | -------------------- | -------------- | ----- |
| 1    | Gustav Thöni         | Italia         | 166   |
| 2    | David Zwilling       | Austria        | 151   |
| 3    | Roland Collombin     | Svizzera       | 131   |
| 4    | Hansi Hinterseer     | Austria        | 120   |
| 4    | Christian Neureuther | Germania Ovest | 120   |
| 6    | Bernhard Russi       | Svizzera       | 106   |
| 7    | Jean-Noël Augert     | Francia        | 104   |
| 8    | Bob Cochran          | Stati Uniti    | 93    |
| 8    | Franz Klammer        | Austria        | 93    |
| 10   | Piero Gros           | Italia         | 91    |

#### Discesa libera
| Pos. | Nome             | Nazione  | Punti |
| ---- | ---------------- | -------- | ----- |
| 1    | Roland Collombin | Svizzera | 120   |
| 2    | Bernhard Russi   | Svizzera | 96    |
| 3    | Marcello Varallo | Italia   | 67    |
| 4    | Franz Klammer    | Austria  | 62    |
| 4    | David Zwilling   | Austria  | 62    |

#### Slalom gigante
| Pos. | Nome             | Nazione  | Punti |
| ---- | ---------------- | -------- | ----- |
| 1    | Hansi Hinterseer | Austria  | 105   |
| 2    | Erik Håker       | Norvegia | 71    |
| 3    | Adolf Rösti      | Svizzera | 66    |
| 4    | Piero Gros       | Italia   | 55    |
| 4    | Gustav Thöni     | Italia   | 55    |

#### Slalom speciale
| Pos. | Nome                 | Nazione        | Punti |
| ---- | -------------------- | -------------- | ----- |
| 1    | Gustav Thöni         | Italia         | 110   |
| 2    | Christian Neureuther | Germania Ovest | 105   |
| 3    | Jean-Noël Augert     | Francia        | 86    |
| 4    | Walter Tresch        | Svizzera       | 57    |
| 5    | Ilario Pegorari      | Italia         | 38    |

## Donne

### Risultati
| Data             | Località                | Nazione        | Pista                | Spec. | Prima                 | Seconda               | Terza                 |
| ---------------- | ----------------------- | -------------- | -------------------- | ----- | --------------------- | --------------------- | --------------------- |
| 7 dicembre 1972  | Val-d'Isère             | Francia        | Oreiller-Killy       | DH    | Annemarie Moser-Pröll | Jacqueline Rouvier    | Irmgard Lukasser      |
| 9 dicembre 1972  | Val-d'Isère             | Francia        | Solaise              | SL    | Pamela Behr           | Odile Chalvin         | Patricia Emonet       |
| 19 dicembre 1972 | Saalbach                | Austria        |                      | DH    | Annemarie Moser-Pröll | Jacqueline Rouvier    | Brigitte Totschnig    |
| 20 dicembre 1972 | Saalbach                | Austria        |                      | GS    | Annemarie Moser-Pröll | Monika Kaserer        | Hanni Wenzel          |
| 2 gennaio 1973   | Maribor                 | Jugoslavia     |                      | SL    | Patricia Emonet       | Pamela Behr           | Rosi Mittermaier      |
| 9 gennaio 1973   | Pfronten                | Germania Ovest |                      | DH    | Annemarie Moser-Pröll | Monika Kaserer        | Irmgard Lukasser      |
| 10 gennaio 1973  | Pfronten                | Germania Ovest |                      | DH    | Annemarie Moser-Pröll | Irmgard Lukasser      | Ingrid Gfölner        |
| 16 gennaio 1973  | Grindelwald             | Svizzera       |                      | DH    | Annemarie Moser-Pröll | Wiltrud Drexel        | Brigitte Totschnig    |
| 17 gennaio 1973  | Grindelwald             | Svizzera       |                      | SL    | Monika Kaserer        | Rosi Mittermaier      | Judy Crawford         |
| 20 gennaio 1973  | Saint-Gervais-les-Bains | Francia        |                      | GS    | Annemarie Moser-Pröll | Monika Kaserer        | Jacqueline Rouvier    |
| 21 gennaio 1973  | Les Contamines          | Francia        |                      | GS    | Monika Kaserer        | Traudl Treichl        | Marilyn Cochran       |
| 25 gennaio 1973  | Chamonix                | Francia        | La Verte des Houches | DH    | Annemarie Moser-Pröll | Wiltrud Drexel        | Jacqueline Rouvier    |
| 26 gennaio 1973  | Chamonix                | Francia        | La Flégère           | SL    | Marilyn Cochran       | Rosi Mittermaier      | Monika Kaserer        |
| 1º febbraio 1973 | Schruns                 | Austria        | Kapell               | DH    | Annemarie Moser-Pröll | Wiltrud Drexel        | Ingrid Gfölner        |
| 2 febbraio 1973  | Schruns                 | Austria        |                      | SL    | Rosi Mittermaier      | Patricia Emonet       | Conchita Puig         |
| 10 febbraio 1973 | Sankt Moritz            | Svizzera       |                      | DH    | Annemarie Moser-Pröll | Ingrid Gfölner        | Wiltrud Drexel        |
| 11 febbraio 1973 | Abetone                 | Italia         | Stucchi              | GS    | Monika Kaserer        | Traudl Treichl        | Sandra Poulsen        |
| 2 marzo 1973     | Mont-Sainte-Anne        | Canada         |                      | GS    | Annemarie Moser-Pröll | Bernadette Zurbriggen | Marie-Theres Nadig    |
| 3 marzo 1973     | Mont-Sainte-Anne        | Canada         |                      | SL    | Patricia Emonet       | Danièle Debernard     | Britt Lafforgue       |
| 7 marzo 1973     | Anchorage               | Stati Uniti    |                      | GS    | Bernadette Zurbriggen | Monika Kaserer        | Kathy Kreiner         |
| 13 marzo 1973    | Naeba                   | Giappone       |                      | SL    | Danièle Debernard     | Hanni Wenzel          | Barbara Cochran       |
| 15 marzo 1973    | Naeba                   | Giappone       |                      | GS    | Marilyn Cochran       | Claudia Giordani      | Annemarie Moser-Pröll |
| 22 marzo 1973    | Heavenly Valley         | Stati Uniti    |                      | SL    | Patricia Emonet       | Fabienne Serrat       | Christa Zechmeister   |
| 23 marzo 1973    | Heavenly Valley         | Stati Uniti    |                      | GS    | Patricia Emonet       | Monika Kaserer        | Christine Rolland     |

Legenda:

DH = discesa libera

GS = slalom gigante

SL = slalom speciale

### Classifiche

#### Generale
| Pos. | Nome                  | Nazione        | Punti |
| ---- | --------------------- | -------------- | ----- |
| 1    | Annemarie Moser-Pröll | Austria        | 297   |
| 2    | Monika Kaserer        | Austria        | 223   |
| 3    | Patricia Emonet       | Francia        | 163   |
| 4    | Rosi Mittermaier      | Germania Ovest | 131   |
| 5    | Hanni Wenzel          | Liechtenstein  | 112   |
| 6    | Wiltrud Drexel        | Austria        | 106   |
| 7    | Jacqueline Rouvier    | Francia        | 103   |
| 8    | Marilyn Cochran       | Stati Uniti    | 84    |
| 9    | Ingrid Gfölner        | Austria        | 83    |
| 10   | Irmgard Lukasser      | Austria        | 65    |

#### Discesa libera
| Pos. | Nome                  | Nazione | Punti |
| ---- | --------------------- | ------- | ----- |
| 1    | Annemarie Moser-Pröll | Austria | 125   |
| 2    | Wiltrud Drexel        | Austria | 86    |
| 3    | Jacqueline Rouvier    | Francia | 72    |
| 4    | Ingrid Gfölner        | Austria | 67    |
| 5    | Irmgard Lukasser      | Austria | 61    |

#### Slalom gigante
| Pos. | Nome                  | Nazione       | Punti |
| ---- | --------------------- | ------------- | ----- |
| 1    | Monika Kaserer        | Austria       | 110   |
| 2    | Annemarie Moser-Pröll | Austria       | 94    |
| 3    | Hanni Wenzel          | Liechtenstein | 53    |
| 4    | Patricia Emonet       | Francia       | 52    |
| 5    | Bernadette Zurbriggen | Svizzera      | 51    |

#### Slalom speciale
| Pos. | Nome              | Nazione        | Punti |
| ---- | ----------------- | -------------- | ----- |
| 1    | Patricia Emonet   | Francia        | 110   |
| 2    | Rosi Mittermaier  | Germania Ovest | 80    |
| 3    | Monika Kaserer    | Austria        | 67    |
| 4    | Pamela Behr       | Germania Ovest | 56    |
| 4    | Danièle Debernard | Francia        | 56    |